# Blackmore's Night
Blackmore's Night er et britisk/amerikansk traditionelt folkrock-band dannet i 1997, der primært består af Ritchie Blackmore (akustisk, elektrisk guitar, drejelire, mandola, mandolin og nøgleharpe) og Candice Night (forsanger, sangskriver og træblæsere). Gruppens sammensætning har ændret sig mange gange i løbet af bandets levetid, og Blackmore og Night er de eneste permanente medlemmer. De har udgivet 11 studiealbums, hvoraf Nature's Light (2021) er det seneste. Deres tidlige musik var primært akustisk og imiteret tidlig musik, men bandets begyndte langsomt at bruge flere elektriske guitarer og andre moderne instrumenter, og at spille coverversioner af pop- og rocksange med folkemusik-arrangement.

## Historie

### Etablering
Candice Night var fan af Rainbow, og mødte Ritchie Blackmore første gang i 1989 for at spørge om en autograf, da hun arbejdede for en lokal radiostation i New York. Det to flyttede sammen i 1991, og opdagede at de begge havde en stor interesse for renæssancemusik.
Under det genetablerede Rainbows indspilning af albummet Stranger in Us All i 1995, hvor Night bidrog med nogle af teksterne og baggrundsvokalerne i harmonier, begyndte duoen langsomt at arbejde på deres debutalbum. I 1997 startede de projektet der fik navn som et ordspil på deres egne navn.

### 1997 til 2005
Deres debutalbum Shadow of the Moon var en musikalsk succes og Ian Anderson fra Jethro Tull medvirkede på fløjte på sangen "Play Minstrel Play". De efterfølgende albums, særligt Fires at Midnight, blev der i højere grad inkorporeret rockguitar i musikken, men bibeholdt folkrock-stilen. Night blev med tiden også mere involveret i instrumenteringen, og ikke blot vokalerne.
Gruppen optræder til middelaldermarked og festivaler, samt ved selvstændige koncertturnéer på passende steder inklusive "slotsturnéer" i Europa, hvor de optræder på forskellige borge og slotte iført middelalder- og renæssanceinspirerede kostumer. Duoen har været succesfulde nok til at inspirere en række internationale hyldestbands, inklusive Renaissance Night, det italienske Morning Star, Midnight og Elflore.
De har også optrådt til liverollespillet MagiQuest.

### 2006–present
I 2006 sang Night en duet med Andi Deris på Helloweens sang "Light the Universe", der blev udgivet som en single i nogle lande, og som også blev inkluderet på Helloweens album Keeper of the Seven Keys: The Legacy (2006).
Den 27. juni 2008 udgav duoen sit syvende album kaldet Secret Voyage, der var en blanding af middelalderlige numre og moderne sange. Udover nogle coverversioner af traditionelle folkesange (“Locked Within the Crystal Ball" er fra 1300-tallet) og nogle originale sange, så indspillede Blackmore's Night også en coverversion af Rainbows sang (“Rainbow Eyes”) og et Elvis Presley-cover ("Can't Help Falling in Love").
I slutningen af 2010 udkom albummet Autumn Sky i Europa, og i begyndelsen af USA i USA. Dette album blev efterfulgt af Dancer and the Moon i 2013, der indeholder coverversion af Randy Newman ("I Think It's Going to Rain Today"), Uriah Heep ("Lady in Black") og endnu en Rainbow-sang (“Temple Of The King”, oprindeligt fra albummet Ritchie Blackmore's Rainbow).
Deres album, All Our Yesterdays, blev udgivet d. 18. september 2015. Gruppens seneste album, Nature's Light, blev udgivet d. 12. marts 2021.
I 2022 medvirkede Night på singlen "We're Gonna Be Drinking" med det tyske folkrock-band dArtagnan fra deres album Falsenfest (2022). Blackmore's Night har tidligere indspillet en version af sangen kaldet "All for One" på deres album Ghost of a Rose (2003).

## Privatliv
Den 5. oktober 2008 blev Night og Blackmore gift efter at have været sammen i 19 år. Det er Blackmores fjerde ægteskab. Autumn Esmerelda Blackmore blev født 27. maj 2010. Deres søn Rory Dartanyan blev født 7. februar 2012.

## Medlemmer
- Ritchie Blackmore - akustisk guitar, elguitar, mandolin, mandola, domra, drejelire, nøgleharpe
- Candice Night - vokal, cornamuse, skalmeje, rauschpfeife, tamburin, træblæsere

### Yderligere personel
Nuværende medlemmer
- Bard David of Larchmont (David Baranowski) - keyboards (maj 2003–nu)
- Earl Grey of Chimay (Mike Clemente) - bas, mandolin, rytme guitar (feb 2008–nu)
- Troubadour of Aberdeen - percussion (2012-nu)
- Lady Kelly De Winter (Kelly Morris) - horn, kor (2012-nu)
- Scarlet Fiddler - violin (2012-nu)
- Lady Lynn (Christina Lynn Skleros) - harmonivokaler, skalmeje, fløjte (2014–nu)

Tidligere medlemmer
- Lady Madeline (Madeline Posner) - baggrundsvokal (jul 2002-2007)
- Lady Nancy (Nancy Posner) - baggrundsvokal (jul 2002-2007)
- Lord Marnen of Wolfhurst (Marnen Laibow-Koser) - violin, fløjte, blokfløjte(jul 2002- dec 2003)
- Chris Devine - violin, fløjte, guitar (jul 2000-maj 2002)
- Carmine Giglio - keyboards (apr 2000-aug 2002)
- Mike Sorrentino - percussion (apr 2000-aug 2001)
- Sir Robert of Normandie (Robert Curiano) - bas, guitarer (okt 2000-2007)
- Tudor Rose (Tina Chancey) - violin, fløjte (maj 2004-2007)
- Mick Cervino - bas (jul 1997-aug 2000)
- Marci Geller - keyboards, baggrundsvokal (jun 1999-maj 2001)
- Adam Forgione (sep 1998-jan 2000)
- Alex Alexander (sep 1998-jan 2000)
- Jessie Haynes - guitarer, blokfløjte, baggrundsvokal (jul 1997-okt 1998)
- Lady Rraine (Lorraine Ferro) - kor (apr 2002-maj 2002, okt 2007)
- Baron St James (apr 2007-mar 2008)
- John O'Reilly (jul 1997-dec 1997)
- Joseph James - keyboards (jul 1997-dec 1997)
- Rachel Birkin - violin (sep 1998-okt 1998)
- Jim Hurley - violin (jun 1999-maj 2000)
- Vita Gasparro (Lady Vita) - guitar, vokal (jul 2001-dec 2001)
- Gypsy Rose (Elizabeth Cary) - violin (okt 2007–2011)
- Squire Malcolm of Lumley (Malcolm Dick) - trommer, percussion (aug 2001–2011)

Sessions musikere
- Pat Regan - diverse strengeinstrumenter (1997–2008)
- Kevin Dunne - trommer (1998–1999)

## Diskografi

### Studiealbum
- 1997 Shadow of the Moon
- 1999 Under a Violet Moon
- 2001 Fires at Midnight
- 2003 Ghost of a Rose
- 2006 The Village Lanterne
- 2008 Secret Voyage
- 2010 Autumn Sky
- 2013 Dancer and the Moon
- 2015 All Our Yesterdays
- 2021 Nature's Light

### Livealbums
- 2002 Past Times with Good Company
- 2012 A Knight In York

### Andet
- 2006 Winter Carols (julealbum)